# Охеа Кинтана, Оскар Висенте
Оскар Висенте Охеа Кинтана (исп. Oscar Vicente Ojea Quintana; род. 15 октября 1946, Буэнос-Айрес) — аргентинский прелат Римской католической церкви, епископ Сан-Исидро (2011—2024).

## Биография
Родился 15 октября 1946 года в Буэнос-Айресе, Аргентина. Учился в семинарии своего родного города, а затем получил степень бакалавра богословия в Католическом университете Аргентины. 
25 ноября 1972 года он был рукоположен в священники архиепархии Буэнос-Айреса кардиналом Хуаном Карлосом Арамбуру. С 1973 по 1985 год он был приходским викарием, а затем возглавлял приход Богоматери Неустанной Помощи.
24 мая 2006 года он был назначен вспомогательным епископом Буэнос-Айреса и титулярным епископом Суэлли. 2 сентября того же года кардинал Хорхе Марио Бергольо рукоположил его в епископы. 30 декабря 2011 года он стал епископом Сан-Исидро.
Осенью 2017 года он был избран на трёхлетний срок президентом Конференции епископов Аргентины, после чего был вновь переизбран на этот пост. 8 марта 2018 года Папа Франциск назначил его членом совета из 18 епископов, которому было поручено организовать Синод на Амазонке в 2019 году.
Во время пандемии COVID-19 Охеа Кинтана осудил то, что политика сыграла роль в распределении вакцины. Он также заявил, что вакцина «должна быть доступна всем, никто не должен остаться без неё, и те, кто отвечает за оказание медицинских услуг в борьбе с вирусом, заслуживают получить её первыми».